# Karel Maloch
Karel Maloch (16. dubna 1858 Praha – 1933? Nová Huť u Berouna) byl český krajinářský, portrétní a divadelní fotograf.

## Život

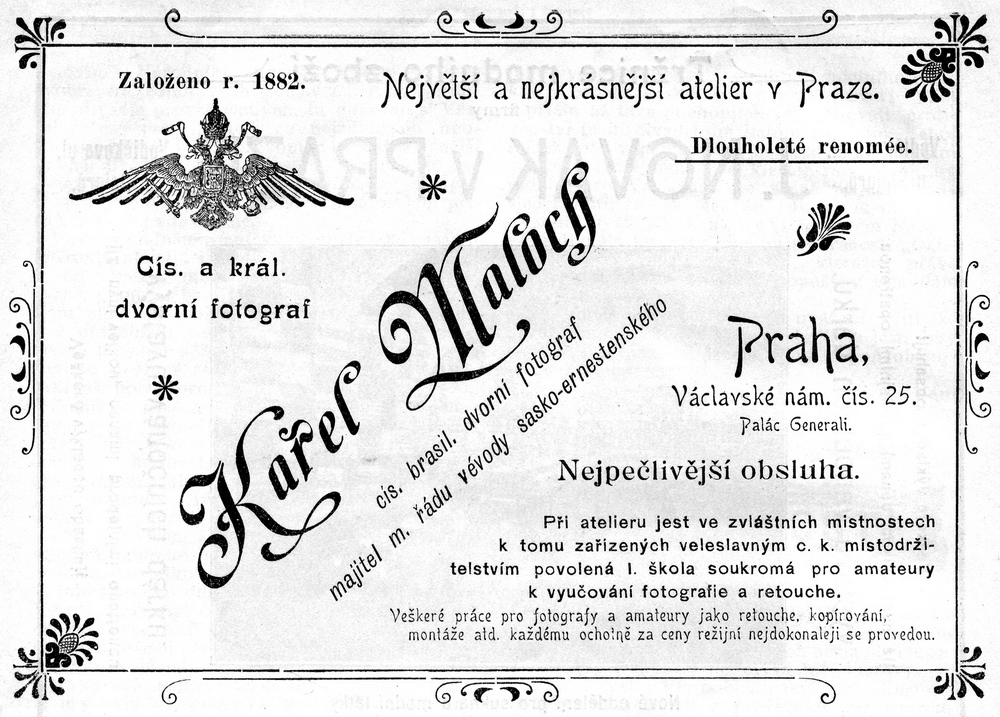
Inzerát ateliéru Karla Malocha v Divadelních listech, 1900

Syn malíře a fotografa Jana Malocha se pravděpodobně vyučil ve fotografickém závodu Františka Fridricha, kde v té době pracoval i jeho otec. V roce 1875 Jan Maloch Fridrichův závod převzal. Po deseti letech, v roce 1885, jej předal synu Karlovi. Ten se v témže roce oženil s Norbertou Kalfusovou a pokračoval ve fotografické činnosti svých předchůdců a rovněž vydával fotografie z bohatého archivu firmy.
Z původního sídla firmy v Michalské ulici svůj ateliér přestěhoval nejprve v roce 1890 do Ferdinandovy třídy a v roce 1895 do Eliščiny třídy. V roce 1891 měl vlastní stánek na Jubilejní výstavě v Praze. V roce 1899 přestěhoval ateliér na Václavské náměstí. Podle dobové inzerce zde pořádal i kursy pro fotografy-amatéry. Ateliér ale někdy v letech 1901–1902 zkrachoval. Definitivní ukončení Malochovy živnostenské činnosti je datováno rokem 1903.
Umístění Malochova ateliéru v Praze:
- 1882–1890? Michalská 17, Staré Město
- 1895–1899 Eliščina třída 16,[p 1] Staré Město
- 1899–1903 Václavské náměstí 25, Nové Město

## Dílo
Věnoval se krajinářské fotografii, fotografoval pražská zákoutí a zachycoval i aktuality nebo záběry ze sportovních akcí. V tomto oboru jsou známé jeho „okamžikové“ fotografie z návštěvy amerických Sokolů v Čechách v roce 1887, které byly otištěny v časopisu Světozor, nebo jeho snímky z cyklistických závodů v Praze ze stejného roku. Dále se věnoval portrétní fotografii. Je autorem řady portrétů z divadelního prostředí, rovněž spolupracoval s redakcí čtrnáctideníku Divadelní listy, který vydával Otto Faster v letech 1899–1904.

Fotografie Karla Malocha pro Divadelní listy
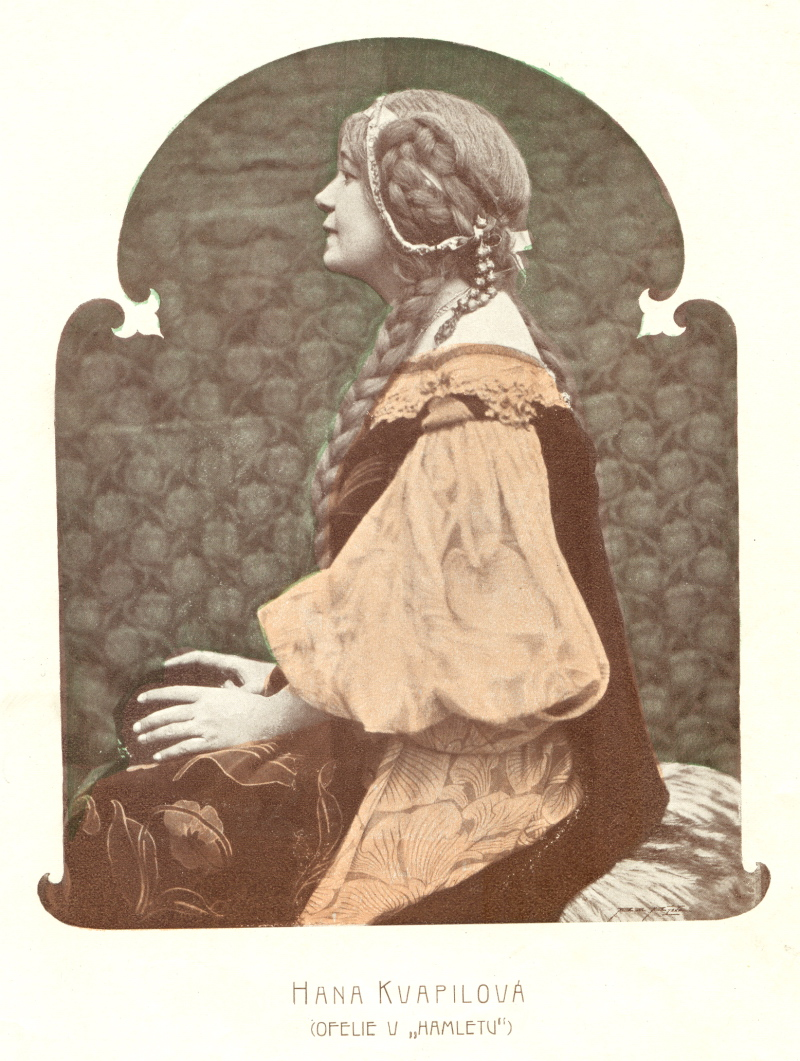
Hana Kvapilová jako Ofelie v Hamletu, asi 1898
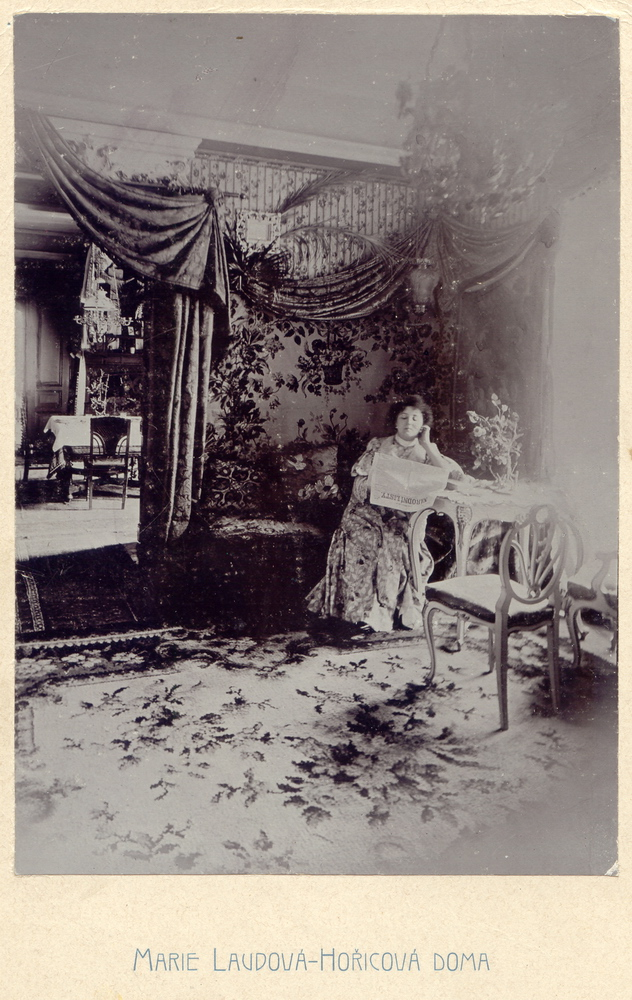
Herečka Marie Laudová-Hořicová doma, 1901
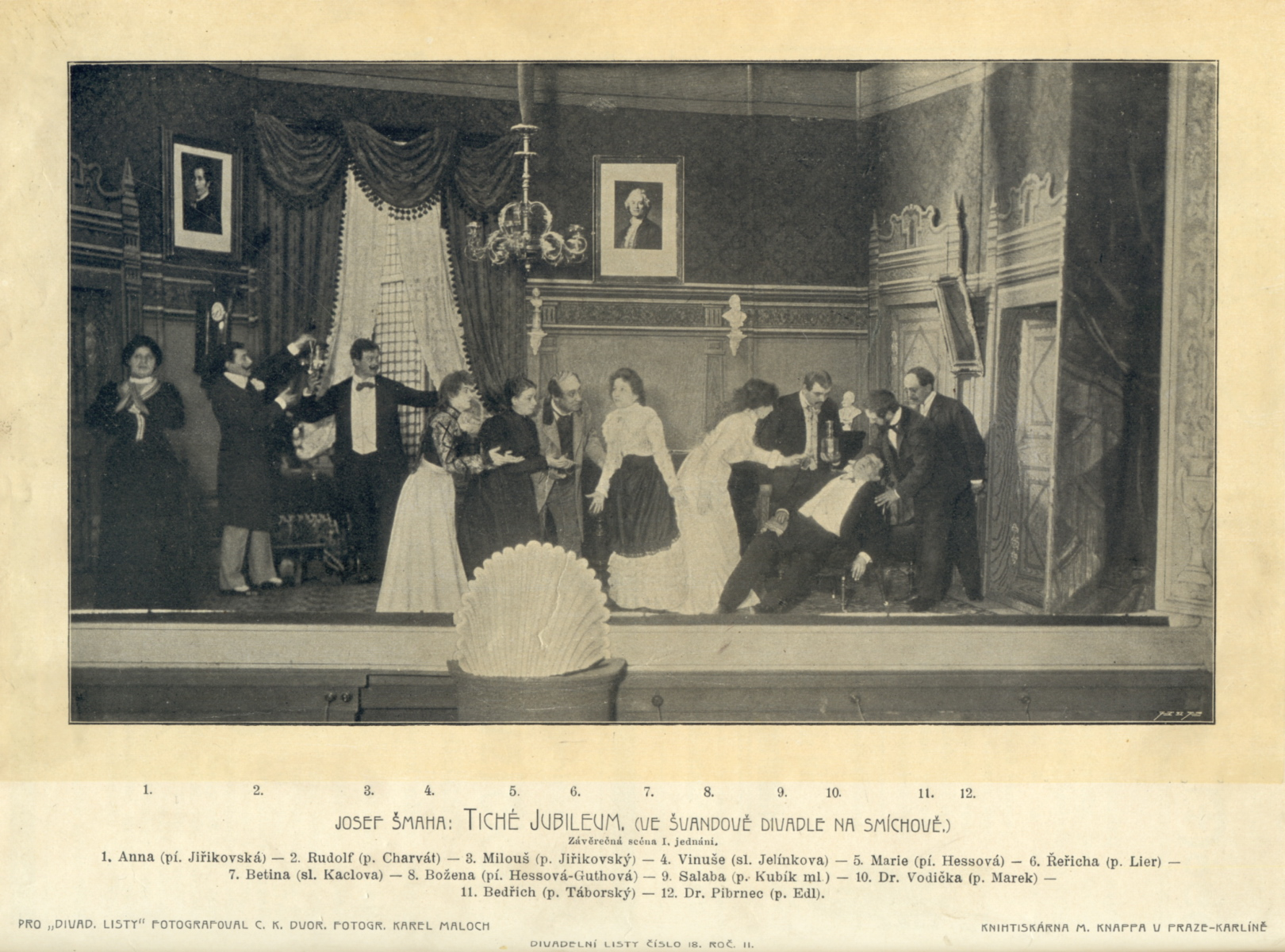
Josef Šmaha: Tiché jubileum (ve Švandově divadle na Smíchově), 1901

Vedle toho využíval bohatý firemní obrazový archiv a vydával fotografie svých předchůdců.

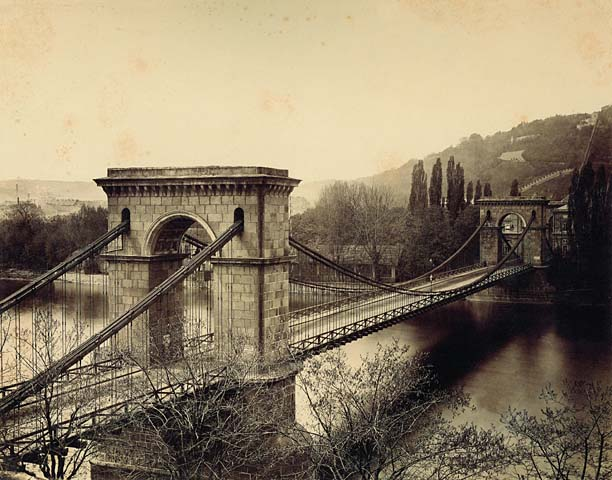
Fotografie mostu císaře Františka I. od Františka Fridricha, asi 1870
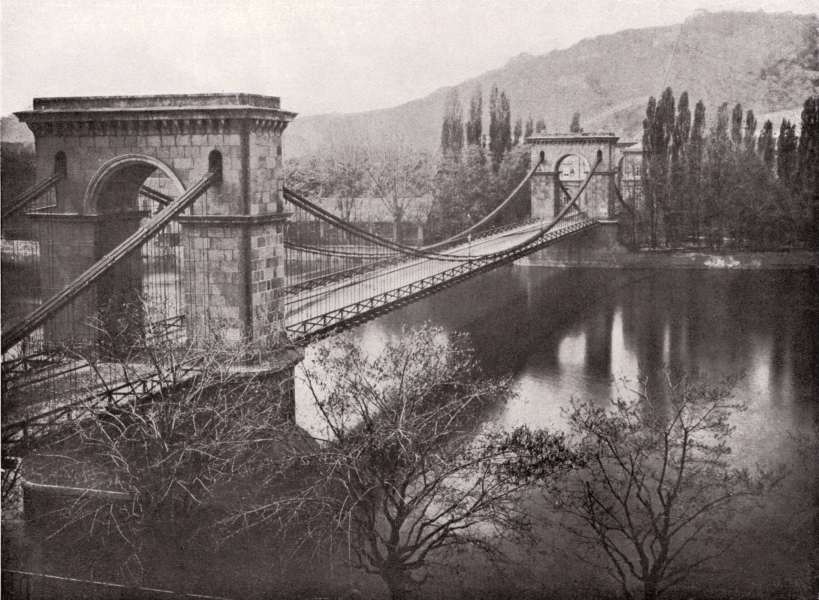
Fotografie vydaná Karlem Malochem. Jedná se zjevně o variantu předešlého záběru, pořízenou ze stejného místa a ve stejnou dobu. Autorem je tedy s největší pravděpodobností rovněž František Fridrich. Karlu Malochovi bylo v době uváděného pořízení snímku 12 let.